# Saint-Même-le-Tenu

Saint-Même-le-Tenu este o comună în departamentul Loire-Atlantique, Franța. În 2009 avea o populație de 1,138 de locuitori.